# Park Narodowy Daisen-Oki
Park Narodowy Daisen-Oki (jap. 大山隠岐国立公園 Daisen-Oki Kokuritsu Kōen) – park narodowy w Japonii, utworzony w 1936 r. jako Daisen Kokuritsu Kōen. Następnie, w latach 1963 i 2002 został rozszerzony i nadano mu obecną nazwę. Obejmuje ochroną obszary znajdujące się w zachodniej części wyspy Honsiu, w regionie Chūgoku, w prefekturach: Okayama, Shimane, Tottori.
Park, którego powierzchnia części lądowej wynosi 35 tys. ha, składa się z trzech oddzielnych części. Pierwszą z nich stanowi oddalone o 60 km od wybrzeża Honsiu, wnętrze Dōgo, największej wyspy wulkanicznego archipelagu Oki. Druga część obejmuje ochroną położone nad Morzem Japońskim wybrzeże półwyspu Shimane, a trzecia fragment gór Chūgoku wraz z ich najwyższym wzniesieniem, szczytem Daisen, osiągającym 1 729 m n.p.m.

## Galeria

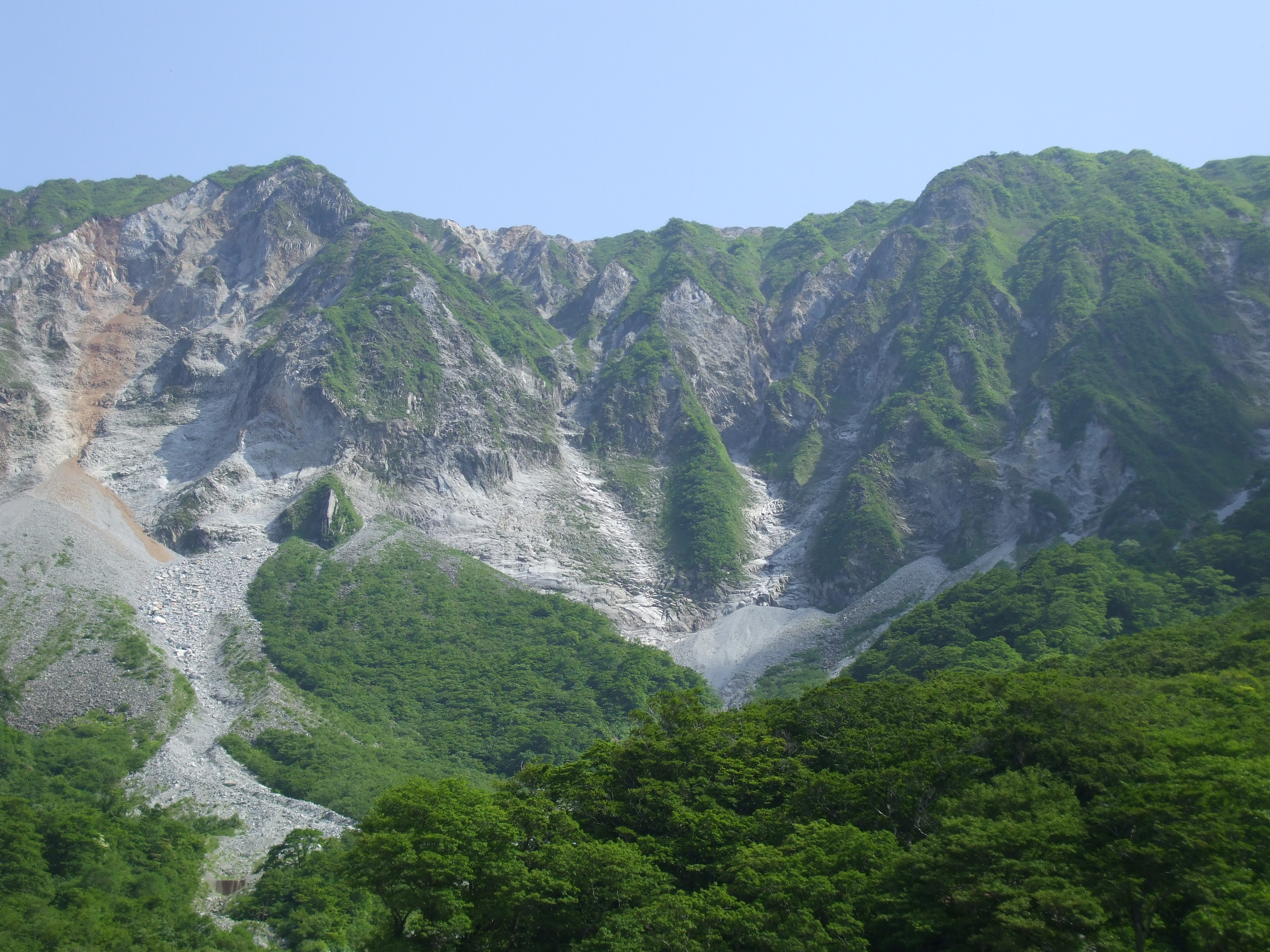
Północna ściana masywu góry Daisen
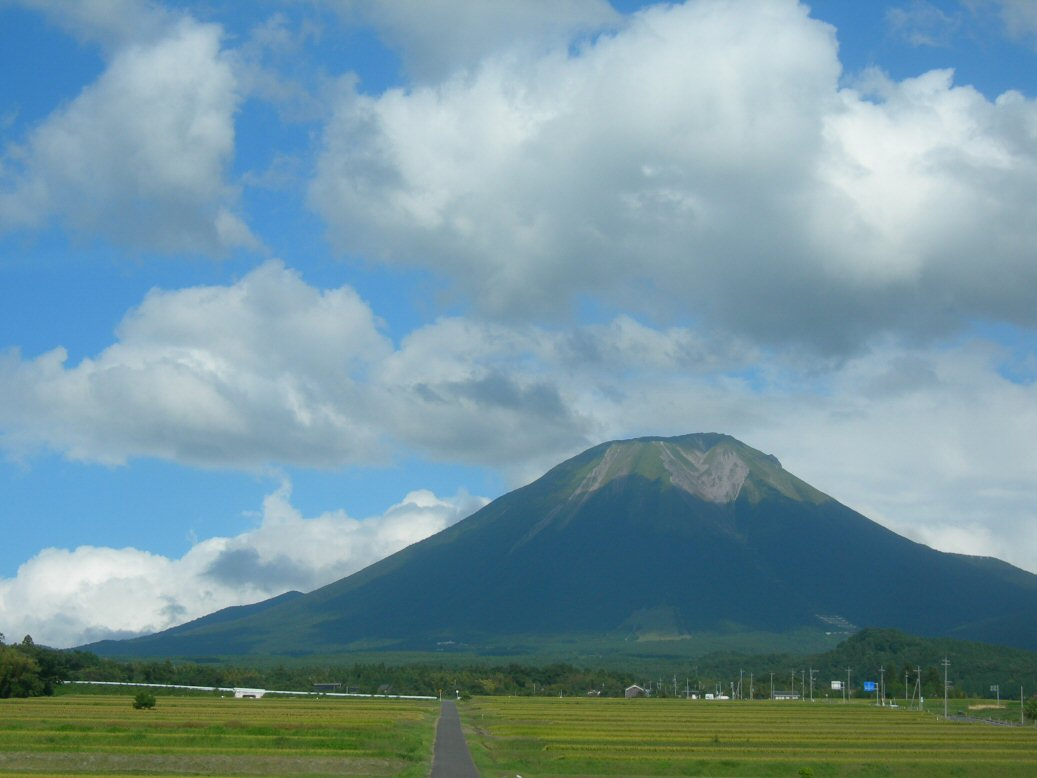
Szczyt Daisen w pełnej okazałości
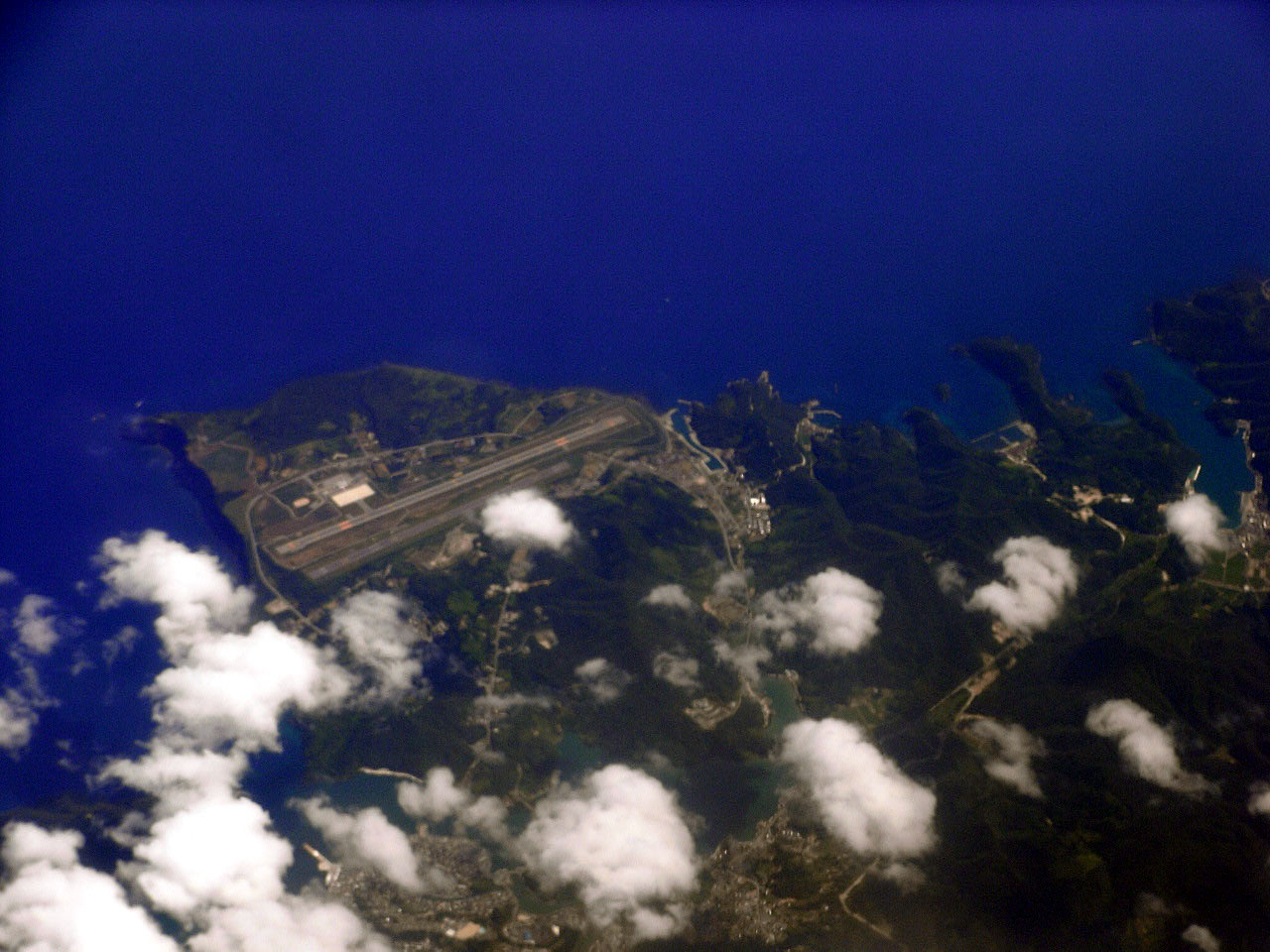
Wyspa Dōgo w archipelagu Oki